# 勝って泣こうゼッ!
「勝って泣こうゼッ!」（かってなこうゼッ!）は、2010年3月10日にFRAMEから発売されたT-Pistonz+KMC名義の3枚目のシングル。

## 概要
初回限定盤（DVD付）と通常盤が発売されている。なお、通常盤の初回生産分にはイナズマイレブンTCGプレミアムカード吹雪士郎が封入されている。
今作でグループ初のトップ10入りを果たした。

## 収録曲
全曲 作詞・作曲：山崎徹・KMC、編曲：菊谷知樹

### CD
1. 勝って泣こうゼッ!
  - テレビ東京系列アニメ『イナズマイレブン』オープニングテーマ（第68話 - 第87話）
2. 友達でいようなっ
3. 勝って泣こうゼッ!（オリジナル・カラオケ）
4. 友達でいようなっ（オリジナル・カラオケ）

### DVD(初回限定盤)
1. 勝って泣こうゼッ!（アニメオープニングVer.）
2. 勝って泣こうゼッ!（ダンスショットVer.）

## 発売記念イベント
シングル発売を記念し、各地で発売記念イベントが行われた。
| 公演日        | 都道府県      | 会場                                                               | 形態               | 備考        |
| ------------- | ------------- | ------------------------------------------------------------------ | ------------------ | ----------- |
| 2010年3月10日 | 東京都        | イトーヨーカドー葛西店                                             | ミニライブ・握手会 | [ 1 ] [ 2 ] |
| 2010年3月13日 | 東京都        | 東武百貨店池袋本店 イトーヨーカドー木場店                          | ミニライブ・握手会 | [ 2 ]       |
| 2010年3月14日 | 埼玉県        | イオンモール川口キャラ（現:イオンモール川口前川） 大宮ステラタウン | ミニライブ・握手会 | [ 1 ] [ 2 ] |
| 2010年3月20日 | 埼玉県        | イオン浦和美園SC（現:イオンモール浦和美園）                        | ミニライブ・握手会 | [ 2 ]       |
| 2010年3月21日 | 茨城県        | イオン土浦SC（現:イオンモール土浦）                                | ミニライブ・握手会 | [ 2 ]       |
| 2010年3月22日 | 千葉県        | ユアエルム成田店                                                   | ミニライブ・握手会 | [ 2 ]       |
| 2010年3月27日 | 千葉県 東京都 | ららぽーとTOKYO-BAY サンストリート亀戸                             |                    | [ 3 ]       |
| 2010年4月10日 | 愛知県        | アスナル金山                                                       |                    | [ 3 ]       |

## その他
太鼓の達人14（2010年9月8日〜稼動）の収録曲、またjubeat knit（2010年7月29日稼動）の収録曲である。